# Raoul Rousselet
 Raoul Rousselet (mort le 16 octobre 1323) est un ecclésiastique qui fut successivement nommé évêque du Mans en 1309 puis évêque de Saint-Malo de 1311 à  1316, nommé évêque de Troyes, puis de Pampelune et enfin évêque de Laon de 1317 à 1323.

## Biographie
Raoul Rousselet est issu de la famille noble de Limoëlan dans la paroisse de Sevignac. Clerc de Philippe le Bel et conseiller au Parlement de Paris, chanoine de Dol-de-Bretagne, il est fait à la demande du roi chanoine de Saint-Brieuc le 23 octobre 1309. Nommé évêque du Mans il est en concurrence avec Pierre Gougeul, l'élu du chapitre. Il se rend à Rome pour plaider sa cause mais y renonce et son concurrent obtient le siège du Pape. Raoul Rousselet reçoit comme compensation le 9 février 1311 l'évêché de Saint-Malo laissé vacant par Robert du Pont et il est consacré par l'archevêque de Tours .Il est chargé d'arbitrer le conflit entre le duc Jean III de Bretagne et son épouse Isabelle de Castille au sujet de la vicomté de Limoges. Son épiscopat est marqué par une transaction sur les dîmes de Montauban de Bretagne avec le supérieur de cette cité et un accord de compromis qu'il obtient entre l'abbé de Paimpont et le chapitre de chanoines de Rennes.
Raoul Rousselet est transféré à la demande du roi de France dont il devient le principal conseiller, le 22 décembre 1316 sur le siège de Troyes. Le 2 mars 1317 il est nommé évêque de Pampelune dans le royaume de Navarre, mais le 18 juin suivant il reçoit l'évêché de Laon, un duché-pairie du royaume de France, d'où il intervient en 1322 comme exécuteur testamentaire de Philippe V de France. Il crée également deux bourses au Collège de Laon à Paris en faveur d'étudiants en théologie. Raoul Rousselet meurt le 16 octobre 1323.

## Source
- (en) Catholic Hierachy.org Bishop: Raoul Rousselet